# قضية ساركوزي القذافي
قضية ساركوزي القذافي هي قضية سياسية ومالية دولية أثارها نشر صحيفة ميديا بارت على الإنترنت 12 مارس و 28 أبريل 2012، وثيقتان توحيان بوجود دفعة قدرها 50 مليون يورو لتمويل الحملة الرئاسية لنيكولا ساركوزي في عام 2007 من معمر القذافي. المبلغ الرسمي لحملة نيكولا ساركوزي الرئاسية عام 2007 كان 20 مليون يورو.
كان من المقرر إعداد اتفاق حول المبلغ وطرق الدفع في 2005 والمصادقة عليه في 2006 من قبل بريس أورتوفو، الوزير المنتدب للحكم المحلي، بحضور رجل الأعمال زياد تقي الدين، الذي احضر إلى ليبيا في 2005 مقربين من وزير الداخلية، ولا سيما كلود غيان ونيكولا ساركوزي نفسه. وقيل إن بشير صلاح، الذي كان آنذاك رئيس المحافظ الاستثمارية الليبية الأفريقية (LAP)، صندوق الاستثمار المالي للنظام الليبي، كان مسؤولاً عن الإشراف على المدفوعات. قدم زياد تقي الدين نصائح سراً كلود غيان حتى عشية الحرب في ليبيا.وسلط الضواء في الكشف عن هذه الوثائق على قضية بشير صلاح، أمين الصندوق السابق لمعمر القذافي، المطلوب من الإنتربول، والذي يعيش محميًا على الأراضي الفرنسية منذ الثورة الليبية التي أدت إلى سقوط النظام وهربه في مايو 2012.
في 12 نوفمبر 2015، وثق خبير الوثيقة التي تذكر التبرع بـ 50 مليون يورو من القذافي لحملة نيكولا ساركوزي في عام 2007.
في 30 مايو 2016، أصدر القضاة المسؤولون عن القضية أمرًا بالفصل لصالح ميديا بارت ردًا على شكوى نيكولا ساركوزي بالتزوير واستخدام التزوير.في 21 مارس 2018، بعد 36 ساعة من الاحتجاز لدى الشرطة، وجهت إلى نيكولا ساركوزي تهمة الفساد وإخفاء الأموال العامة والتمويل غير القانوني للحملات الانتخابية.

## البيانات قبل الوثائق

### اتهام سيف الإسلام القذافي
في 16 مارس 2011، في مقابلة مع قناة يورونيوز، اتهم سيف الإسلام القذافي، نجل معمر القذافي، رئيس الجمهورية الفرنسية بتلقي أموال ليبية. وقال في ذلك التاريخ: «أولا وقبل كل شيء، يجب على ساركوزي إعادة الأموال التي قبلها من ليبيا لتمويل حملته الانتخابية. نحن الذين مولوا حملته ولدينا دليل على ذلك. نحن مستعدون للكشف عن كل شيء. أول شيء نطلبه من هذا المهرج هو إعادة الأموال إلى الشعب الليبي. قدمنا له المساعدة في العمل للشعب الليبي، لكنه خيب آمالنا. أعد لنا أموالنا. لدينا جميع التفاصيل والحسابات المصرفية والوثائق وعمليات التحويل. سنكشف قريبا جدا». بدأ التدخل العسكري في ليبيا في 19 مارس 2011 دون أن يقدم نجل القذافي أدلته. تم القبض على سيف الإسلام القذافي من قبل المتمردين في 18 نوفمبر 2011 في جنوب ليبيا، على بعد بضعة كيلومترات من الحدود الجزائرية، وتم نقله إلى مدينة زنتان، حيث تم اعتقاله في مكان سري.

### تصريحات رئيس الوزراء الليبي السابق
أثيرت مسألة تمويل نظام القذافي لحملة نيكولا ساركوزي في 25 أكتوبر 2011 من قبل رئيس الوزراء الليبي السابق البغدادي المحمودي، خلال جلسة استماع أمام محكمة الاستئناف في تونس، والتي كان يفحص طلب تسليم ليبيا ضده. وفقا لملاحظات أحد المحامين الحاضرين، مهدي بوعواجا، سُئل عن علمه بملفات تمويل السياسيين الأجانب، أعلن: نعم، كرئيس للوزراء، أنا أشرفت على ملف تمويل حملة ساركوزي من طرابلس.
وتروي لوموند أيضًا حكاية أعلن فيها مبعوث سري أرسل إلى طرابلس بشرط عدم الكشف عن هويته، في أبريل 2011، بعد رحلته بفترة وجيزة، كيف زعم رئيس الوزراء، مثل أعضاء آخرين في حاشية القذافي، أنه قام بتمويل حملة ساركوزي، على الرغم من عدم وجود دليل منذ أن الصفقة تم تنفيذها نقدا.

## الوثائق المنشورة من قبل ميديا بارت

### ملاحظة من جان تشارلز بريسارد

#### نشر الوثيقة
في 12 مارس 2012، أشارت ميديا بارت إلى أنها حصلت على مذكرة من جان تشارلز بريسارد بعنوان "GEN / NS V. MEMO DG" بتاريخ 20 ديسمبر 2006 والتي كان من الممكن إضافتها إلى ملف التحقيق في هجوم كراتشي، 18 أكتوبر 2011.وفقًا لهذه الوثيقة، تم «تسوية طرق الحملة» لـ "NS" خلال زيارة ليبيا NS + BH في 6 أكتوبر 2005، بمبلغ إجمالي قدره 50 مليون يورو. سيشمل «المونتاج» شركة "BH" في بنما، بالإضافة إلى بنك سويسري ("ND"). ملاحظة أخرى في 22 سبتمبر 2005، من شأنها أن تستدعي راسا لراس نيكولا ساركوزي «مع القائد»، وتسليم «السير الذاتية لـ NS و BH» إلى القذافي والتفاوض بشأن العديد من أسواق الأمن والأسلحة. كما زُعم أن الشرطة عثرت على رسائل من م. م. ساركوزي (10 سبتمبر 2005)، كلود غوانت (23 سبتمبر 2005)، بريس أورتوفو (15 نوفمبر 2005) موجهة إلى السلطات الليبية.
في 15 مارس 2012، قدمت ميديا بارت مؤلف المذكرة (جان تشارلز بريسارد)، الذي يؤكد وجود بريس أورتوفو في الحزمة المالية. في اليوم التالي، قالت ميديا بارت أيضًا إن جان تشارلز بريسارد قال إنه يريد «الانحراف عن المنشور» الذي «أزعجه الآن». أرسل جان تشارلز بريسارد، في 16 مارس، إنكارًا لميديا بارت الذي نشرته الاخيرة عبر الإنترنت. في ذلك، يستحضر التلاعب الجسيم، يدين استخدام اسمه، ويعتبر القضية تلفيق صحفي.

### تصنيف موسى كوسا

#### نشر الوثيقة
نشرت ميديا بارت بتاريخ 28 أبريل / نيسان 2012 وثيقة باللغة العربية 13 بتاريخ 10 ديسمبر / كانون الأول 2006 ووقعها موسى كوسا، رئيس المخابرات الخارجية الليبية. الوثيقة، المقدمة على أنها قادمة من محفوظات المخابرات، تشير إلى أن النظام الليبي معمر القذافي كان سيقرر الإفراج عن مبلغ 50 مليون يورو للحملة الرئاسية لنيكولا ساركوزي في عام 2007، بتفويض مدير مكتب القذافي بشير صلاح للقيام بالدفعات السرية ودعم الحملة الانتخابية «لنيكولا ساركوزي مع رئاسة 2007 وهذا بمبلغ خمسين مليون يورو». «بالإشارة إلى التعليمات الصادرة عن مكتب ارتباط اللجنة الشعبية العامة بخصوص الموافقة على دعم الحملة الانتخابية للمرشح الرئاسي نيكولا ساركوزي بمبلغ خمسين مليون يورو».
ووفقاً للوثيقة، فإن هذا القرار نتج عن اتفاق تم التوصل إليه في 6 أكتوبر 2006 بين مدير المخابرات الليبية عبد الله السنوسي، رئيس الصندوق الليبي للاستثمارات الإفريقية، وبشير صلاح، وبريس هورتيفو وزياد تقي الدين.
الوثيقة موجهة إلى بشير صلاح، ثم رئيس أركان معمر القذافي، الذي كان مسؤولاً عن الإشراف على المدفوعات.
هذه المذكرة هي موضوع تحقيق أولي تحت إشراف مكتب المدعي العام في باريس.
في يونيو 2013، أكد مفتاح ميسوري، المترجم الشخصي للقذافي، والدبلوماسي برتبة سفير وكان أيضًا وزيرًا، على صحة الوثيقة التي وقعها موسى كوسا وكذلك الدفع الفعلي لما لا يقل عن عشرين مليون دولار، دفعت نقدًا لحملة نيكولا ساركوزي الانتخابية عند توقيع هذه الاتفاقية من حيث المبدأ.
أعلن موسى كوسا، خلال جلسة الاستماع التي عقدها في 5 أغسطس 2014، أن «المحتوى ليس كاذبا، لكن التوقيع غير صحيح» و «لم أوقع من أنا». وفقًا لـميديا بارت، تجمع العدالة عناصر تؤكد صحة الوثيقة بينما تعزز العدالة في Vanity Fair شكوكها في صحة الوثيقة. بالإضافة إلى ذلك، وفقًا للرأي الإجماعي لعلماء الرسم البياني الثلاثة المكلفين من قبل العدالة الفرنسية، الصادر في 6 نوفمبر 2014، فإن التوقيع هو بالفعل له.

#### ردود فعل وسائل الإعلام السياسية
يعتبر نيكولا ساركوزي أنها سيئة واعلن: «50 مليون يورو... لماذا لا 100؟ لحملة بقيمة 20. يجب أن نتفق. هل تم تمويل حملتي من غواصات باكستانية، من قبل السيد القذافي أو من السيدة بيتينكورت؟». يصف فرانسوا فيلون وثيقة ميديا بارت بأنها خاطئة، وعلى أي حال من المستحيل توثيقها. ويؤكد أن ميديا بارت مستوصف يموله أصدقاء فرانسوا هولاند الأغنياء.ورد ميديا بارت بأن الصحيفة مستقلة وممولة من قبل الصحفيين المؤسسين لها. المعارضة قالت ان القضية خطيرة للغاية.
نفى موسى كوسة وبشير صلاح أن يكونا كاتبي الرسالة ومتلقيها. إلا أن العديد من وسائل الإعلام أفادت بأن تضارب المصالح الذي يقوض هذين الإعلانين: موسى كوسا، الذي تدعيه CNT ، يعيش في المنفى في الدوحة في قطر، وبشير صلاح، المطلوب من قبل الإنتربول، موجود في فرنسا.
لا يعترض زياد تقي الدين على صحة الوثيقة مع تحديد أنه لم يكن حاضرا في اليوم المشار إليه في هذا الاجتماع. تشير ميديا بارت إلى أنه وفقاً لتقارير من رحلات السيد تقي الدين، التي احتجزها القضاء، كان رجل الأعمال في طرابلس في 9 ديسمبر / كانون الأول 2006، قبل يوم من كتابة الوثيقة.
وفقا لوسائل الإعلام على الإنترنت OWNI ، مساء يوم 6 أكتوبر 2006، التاريخ المفترض للاجتماع التحضيري، كان بريس أورتوفو في Montpeyroux ، على الرغم من أن الموقع يشير إلى أنه من الممكن ماديًا أنه قام برحلة عودة سريعة بين في الخامس وبعد ظهر يوم السادس، يشير عوني أيضًا إلى أنه بحسب الملف الذي يسرد رحلاته العديدة التي نشرها الموقع عبر الإنترنت، كان زياد تقي الدين في جنيف في 6 أكتوبر 200627.
ينقسم CNT حول هذا الموضوع. في 2 مايو 2012، حكم مصطفى عبد الجليل، رئيس المجلس الوطني الانتقالي الليبي (CNT)، الذي يجسد سلطة ما بعد القذافي، على «الرسالة كاذبة ومختلقة». يقول: «رأينا الرسالة ولم نجد أي إشارة إلى هذه الرسالة في الأرشيف الليبي» 28. ومع ذلك، أثار عثمان بنساسي، المدير الإداري لـ CNT ، «مشكلة داخلية»، وأشار إلى أن هذا الشخص لم يكن على علم بهذا البيان الأخير: «أنا لا أعرف على أي أساس أو وفقًا لأي دليل يؤكد ذلك. بصفتي رئيسًا لـ CNT ، لا أرى كيف تمكن من التحقق من هذه الوثيقة.»
في 3 مايو / أيار 2012، قال البغدادي علي المحمودي، رئيس الوزراء الليبي السابق المسجون في تونس، من جانبه عبر محاميه، مي بشير الصيد، عن وجود المذكرة التي نشرتها ميديا بارت، الإفراج عن مبلغ 50 مليون يورو في عام 2007، وأن المذكرة كُتبت تحت سلطته المباشرة: «أؤكد أن هناك بالفعل وثيقة موقعة من موسى كوسا وأن السيد ساركوزي قد تلقى التمويل.» ويضيف: «مبلغ 50 مليون يورو عادل».
وأكدت كلمات رئيس الوزراء السابق مي مبروك قرشيد، منسق الدفاع الجنائي للسيد البغدادي في تونس. وقد استنكرهم لي مارسيل سيكالدي، محامي بشير صالح 33 الذي هدده وزير العدل التونسي بتسليمه إلى ليبيا، وسيخضع الرئيس السابق للحكومة الليبية «للضغط» لتقديم الأسرار المصرفية للنظام القديم.

## القضايا التي أثارتها القضية

### دفتر شكري غانم
شكري غانم كان رئيس الحكومة (2003-2006) ووزير النفط (2006-2011) الليبي انشق في 2011.
في 29 أبريل 2012، بعد يوم من نشر مذكرة موسى كوسا، تم العثور عليه ميتًا في نهر الدانوب في فيينا. لم تستبعد الشرطة النمساوية في البداية مسار الاغتيال، لكنها وجدت غرقًا عرضيًا بعد نوبة قلبية. ومع ذلك، فإن العديد من أجهزة المخابرات الأجنبية تعتبر وفاة مشبوهة للغاية.
حصلت العدالة على دفتر ملاحظات شكري غانم، حيث سجلت سلسلة مدفوعات بلغ مجموعها 6.5 مليون يورو مدفوعة خلال الحملة الانتخابية لعام 2007. وخلال اجتماع مؤرخ في 29 أبريل 2007، بشير صلاح، مدير مجلس الوزراء يقول معمر القذافي ورئيس أحد صناديق الثروة السيادية للبلاد، محفظة ليبيا الأفريقية، إنه حول 1.5 مليون يورو إلى حملة نيكولا ساركوزي. كما ورد في هذا الكتاب، إرسال 3 ملايين يورو من قبل أحد أبناء القذافي ومليوني يورو من قبل عبد الله السنوسي، رئيس المخابرات الداخلية الليبية وصهر القذافي.

### الوجود في فرنسا وهروب بشير صلاح
وبحسب صحيفة Le Canard enchaîné ، فبعد اعتقاله ثم إطلاق سراحه بسرعة من قبل المجلس الوطني للانتقال إلى سقوط النظام، غادر بشير صالح البلاد إلى تونس وجزيرة جربة. بعد ذلك، كان سيتم نقله إلى فرنسا بفضل تدخل سفير فرنسا في تونس، بوريس بويلون، عبر طائرة خاصة، مسجلة في سويسرا من قبل الكسندر جوهري.
وهو موضوع إشعار أحمر من الإنتربول (مذكرة توقيف دولية) باسم بشير الشرقاوي. ومع ذلك، وبعيداً عن إلقاء القبض عليه، بقي في فرنسا بين نهاية النزاع في ليبيا ومايو 2012 حيث حصل على تصريح إقامة.
بعد الوثائق التي نشرتها ميديا بارت، قامت العديد من وسائل الإعلام بتتبع مسار بشير صالح في فرنسا، ولا سيما مباراة باريس التي صورته في باريس في 2 مايو 2012، مشيرة إلى أنه التقى دومينيك دو فيلبان ورجل الأعمال ألكسندر جوهري حراسة الريتز.
أعلن فرانسوا فيون أولاً أنه «لم يكن هناك أي أثر لتفويض دولي» يستهدف بشير صالح وأن الأخير لديه «جواز سفر دبلوماسي من النيجر». يتعارض البيان مع إشعار الإنتربول الذي يفيد بأن صالح مطلوب بتهمة الاحتيال وفي نفس اليوم من قبل وزارة الخارجية النيجيرية التي تعلن أنه «لم يعد بحوزته جواز سفر نيجيري». أعلن نيكولا ساركوزي من جانبه أنه سيتم اعتقال بشير صالح «إذا كان مطلوبا من قبل الإنتربول». يدعي كلود غيان أنه لا يعرف ما يفعله بشير صالح في فرنسا، وأنه «لم يتم اختراقه من قبل القوات الفرنسية» وأنه سيتم القبض عليه «بمجرد اكتشافه».نظم ألكسندر جوهري المغادرة الطارئة لبشير صالح (الذي استهدف بعد ذلك بموجب مذكرة توقيف من الإنتربول) من باريس إلى نيامي في النيجر بطائرة خاصة. وبحسب ميديا بارت، فإن العدالة حصلت على تأكيد بأن هذا الترحيل لبشير صالح من باريس، في 3 مايو 2012، تم بالتنسيق الوثيق مع رئيس المخابرات الداخلية، برنارد سكوارسيني. وبحسب البطة المتسلسلة ووسائل الإعلام السنغالية، لجأ بشير صالح إلى السنغال، التي تنازع عليها محاميه مارسيل سيكالدي الذي يدعي أنه الآن «في مكان يعيش فيه بشكل منتظم». وبحسب موقع Setal الإخباري السنغالي، فإن بشير صالح سيكون في مالي حيث سيكون «في مأمن من أي مطاردة دولية» أثناء حمايته من قبل متمردي الطوارق 52. يقترح جون أفريك في فبراير 2013 أنه كان سيهبط في إفريقيا من الجنوب، قبل العثور على ملجأ في سوازيلاند: تم تأكيد وجودها في جنوب إفريقيا في النهاية من قبل نفس المنظمة، والتي أجراها الوزير السابق أخيراً مقابلات، حيث أكد المساعدة التي قدمها صديقان مقربان لنيكولا ساركوزي، كلود غوانت وبرنارد سكوارسيني.
في بداية عام 2018، لم يتمكن الشاهدان الرئيسيان اللذان اعتمد عليهما القاضي تورنير بعد اتهام نيكولا ساركوزي فجأة من التحدث:
- تم إدخال رجل الأعمال ألكسندر جوهري إلى المستشفى في لندن، حيث كان ضحية نوبة قلبية غامضة، ووضع في غيبوبة اصطناعية.
- كان وزير القذافي السابق بشير صلاح موضوع محاولة اغتيال في جنوب أفريقيا ، وتم وضعه في العناية المركزة بعد إطلاق النار عليه ست مرات في صدره. وبحسب أقاربه ، كان على وشك أن ينقل إلى العدالة الفرنسية معلومات عن قضية التمويل الليبي.[22]

### شهادتي زياد تقي الدين وعبد الله السنوسي
في نوفمبر 2016، سمع القاضي ترندير زياد تقي الدين ، وأعلن أنه نقل شخصياً من طرابلس إلى باريس خمسة ملايين يورو نقداً سلمها باليد إلى كلود غيان ونيكولا ساركوزي، بين نوفمبر 2006 ويناير 2007, من قبل عبد الله السنوسي.هذا الأخير ، الذي استمعت إليه المحكمة الجنائية الدولية (ICC) في سبتمبر 2012، يؤكد هذه الشهادة تمامًا: تم دفع ثمن حملة الرئيس الفرنسي نيكولا ساركوزي في 2006-2007. أشرفت شخصيا على تحويل هذا المبلغ عبر وسيط فرنسي ، في شخص مدير مجلس الوزراء إلى وزير الداخلية. كان ساركوزي آنذاك وزير الداخلية. كما كان هناك وسيط ثانٍ اسمه تقي الدين".
يكشف تحليل المحققين للمذكرات الشخصية لشكري غانم (توفي في ظروف غامضة في فيينا في عام 2012) شهادة مطابقة أخرى ، بتاريخ 29 أبريل 2007.
في عام 2011، جاء دور رئيس الوزراء السابق ، البغدادي المحمودي، لتأكيد هذه الشهادات أمام محكمة الاستئناف في تونس: "نعم ، كرئيس للوزراء ، أشرفت بنفسي على ملف تمويل حملة ساركوزي منذ طرابلس ، تم تحويل الأموال إلى سويسرا ، وكان نيكولا ساركوزي ممتنًا لهذه المساعدة الليبية ، ولم يتوقف عن تكرارها لوسطاء معينين».

### مكافآت نقدية
ويقال إن موظفي حملة نيكولا ساركوزي قد حصلوا على مكافآت نقدية خفية. من المفترض أن هذه المكافآت تم دفعها من قبل إريك ويرث وفنسنت تالفاس ، أمين صندوق حملة نيكولا ساركوزي والمدير المالي لحزب الاتحاد من أجل المتوسط. وفقًا لشهادة إريك ويرث وفينسنت تالفاس ، تم توزيع ما بين 30 ألفًا و 35 ألف يورو نقدًا على شكل مكافآت في عام 2007. ويعلن المحققون أن إريك ويرث يعلن أن هذه الأموال وصلت بطريقة مجهولة وأن كانت المكافآت الموزعة خارج الحملة، وبالتالي لم يكن عليه أن يبلغها إلى المجلس الوطني للتغذية المجتمعية.

## الإجراءات القانونية

### نيكولا ساركوزي ضد ميديا بارت
خلال الكشف الأول لـ ميديا بارت ، في نفس مساء 12 مارس 2012، على تي اف 1 ، وصف نيكولا ساركوزي الاتهام بأنه «غريب». في مقابلة مع فرانس 24، في نفس اليوم ، وصف زياد تقي الدين ميديا بارت بأنها أكثر المواقع الكاذبة التي يمكن أن توجد في جميع الحضارات الممكنة والمتخيلة وصحفييها على أنهم حيوانات مريضة.
في 30 أبريل 2012، قدم نيكولا ساركوزي شكوى ضد ميديا بارت. يفتح مكتب المدعي العام في باريس تحقيقا أوليا في «كاذبة» و «استخدام كاذبة» و «إخفاء كاذبة» و «نشر أخبار كاذبة». تتعلق الشكوى بموقع ميديا بارت ومدير النشر إيدوي بلينيل والصحفيين فابريس عرفي وكارل لاسكي اللذين وقعا على المقال الذي نشر ملاحظة حول الدعم الليبي لحملة نيكولا ساركوزي في 2007. وانتهت القضية بالرفض في 30 مايو / أيار 2016، ولم يستطع الادعاء أن يثبت أنه «دعم قدمه تصاعد» أو «تغير عن طريق التزييف». تم إصدار الحكم نهائياً من قبل محكمة النقض في بداية عام 2019.
تعتبر ميديا بارت أن هذه الشكوى تهدف إلى «ترهيب الصحفيين» في «خطوة استثنائية (تهدف) إلى التحايل على الإجراء الخاص المنصوص عليه في قانون الصحافة» نظرًا لأن «إجراء التشهير كان سيتطلب مناقشة عامة قبل المحكمة الجنائية وكذلك إنتاج الأدلة والشهود». وهكذا ، فإن ميديبارت بدورها تقدم شكوى ، في 2 مايو 2012، إلى المدعي العام في باريس ضد نيكولا ساركوزي و X ... رئيس التنديد بالافتراء. في 16 مايو 2012، قدمت ميديا بارت خمسة وأربعين وثيقة إلى المدعي العام في باريس لدعم شكواها. واستجوبته العدالة ، لا يزال إدوي بلينيل صامتاً «إن هذا التحقيق الأولي بشأن التزوير واستخدام التزوير ينتهك حق الصحافة الذي يحمي الحرية الأساسية للمواطنين وهو الحق في المعرفة».

### حجز الشرطة والاتهام
في 20 مارس 2018، تم وضع نيكولا ساركوزي في حجز الشرطة في مبنى مكتب مكافحة الفساد (OCLCIFF) في نانتير. وسمع وزير الداخلية السابق ، بريس أورتيفو، من قبل نفس أجهزة الشرطة القضائية خلال جلسة استماع مجانية. وفقًا لـ ميديا بارت، فإن حالة المشتبه فيه المجاني هذه تجيز جلسة الاستماع من خلال تجنب المحققين أن يطلبوا رفع الحصانة البرلمانية عن البرلمان الأوروبي.
وفي اليوم التالي ، بعد أكثر من 30 ساعة في حجز الشرطة ، وُجهت إلى نيكولا ساركوزي تهمة الفساد السلبي ، والتمويل غير المشروع للحملة الانتخابية وإخفاء اختلاس الأموال العامة الليبية ، كما يخضع للسيطرة القضائية. رئيس الدولة السابق يستنكر التلاعب في اليوم نفسه ويشير إلى أنه متهم بدون أي دليل مادي. طلب من القضاة الإبقاء على وضع الشاهد المساعد بعد تصريحه أثناء احتجازه لدى الشرطة:
«إن الحقائق التي أشتبه في أنها خطيرة ، أدرك ذلك. ولكن إذا كنت أستمر في الإعلان بأقصى قدر من الاتساق والطاقة ، إذا كان هذا تلاعبًا بالدكتاتور القذافي أو عصابته ، أو أتباعه ، والذي من الواضح أن تقي الدين جزء منه ، فعندئذ اطلب من القضاة أن تقيس عمق الجاذبية وعنف الظلم الذي سيحدث لي»
- نيكولاس ساركوزي
في اليوم التالي لاحتجازه من قبل الشرطة ، 22 مارس 2018، تحدث مطولًا على الأخبار التلفزيونية لمدة 20 ساعة من TF1 ، مؤكداً أنه لن يفضل المصالح الليبية أبدًا ، وأن الاتهامات الموجهة إليه ستكون عمل عشيرة (وكل ذلك بعد الحرب)، أنه لن يكون مرتبطًا بالوسيط زياد تقي الدين، وأن الوثيقة التي نشرتها ميديا بارت هي ذروة التلاعب.